# サヨナラにさよなら
「サヨナラにさよなら」は、日本のヴォーカルユニット・テゴマスの6枚目のシングル。発売元はジャニーズ・エンタテイメント。

## 概要
前作「青いベンチ」から、およそ2年1ヶ月ぶりのシングルで、松尾潔によるプロデュース作品。
通常盤には、テゴマス初めての試みである「サヨナラにさよなら」の手越祐也と歌える「テゴ・カラ」と増田貴久と歌える「マス・カラ」を収録。
通常盤・初回生産限定盤の2形態リリース。初回生産限定盤は、PV+メイキングを収録したDVD付き仕様。

## 収録曲

### CD

#### 通常盤
1. サヨナラにさよなら [4:03]
作詞：松尾潔、作曲：松尾潔・豊島吉宏、編曲：Maestro-T
  - 日本テレビ系『スッキリ!!』3月度エンディング･テーマ
2. ひとりじゃない [4:46]
作詞：松尾潔、作曲・編曲：川口大輔
3. 木漏れ日メモリーズ [4:55]
作詞：松尾潔、作曲・編曲：川口大輔
4. サヨナラにさよなら（テゴ・カラ） [4:03]
5. サヨナラにさよなら（マス・カラ） [4:00]

#### 初回生産限定盤
1. サヨナラにさよなら
2. サヨナラにさよなら（オリジナル・カラオケ）

### DVD
※初回生産限定盤のみ収録
1. サヨナラにさよなら Music Clip
2. サヨナラにさよなら Music Clip Making